# Делавер (округ, Пенсільванія)
Шаблон:StateAbbr_ 39°55′ пн. ш. 75°24′ зх. д. / 39.92° пн. ш. 75.4° зх. д.
Округ  Делавер (англ. Delaware County) — округ (графство) у штаті  Пенсільванія, США. Ідентифікатор округу 42045.

## Історія
Округ утворений 26 вересня 1789 року з частини округа  Честер.

## Демографія
За даними перепису 
2000 року 
загальне населення округу становило 550864 осіб, зокрема міського населення було 544895, а сільського — 5969.
Серед мешканців округу чоловіків було 262824, а жінок — 288040. В окрузі було 206320 домогосподарств, 139453 родин, які мешкали в 216978 будинках.
Середній розмір родини становив 3,17.
Віковий розподіл населення поданий у таблиці:
| Стать    | До 15 років | 15-21 | 22-29 | 30-39 | 40-49 | 50-65 | 65-85 | Понад 85 |
| -------- | ----------- | ----- | ----- | ----- | ----- | ----- | ----- | -------- |
| Чоловіки | 57792       | 28233 | 24193 | 39435 | 41665 | 37964 | 30628 | 2914     |
| Жінки    | 55438       | 26534 | 25389 | 41848 | 44152 | 42552 | 44173 | 7954     |

## Суміжні округи
- Монтгомері — північ
- Філадельфія — північний схід
- Глостер, Нью-Джерсі — південний схід
- Нью-Касл, Делавер — південний захід
- Честер — захід

## Виноски
1. ↑  U.S. Decennial Census. United States Census Bureau. Архів оригіналу за 19 липня 2018. Процитовано 31 травня 2017.
2. ↑  Historical Census Browser. University of Virginia Library. Архів оригіналу за 11 серпня 2012. Процитовано 31 травня 2017.
3. ↑  Population of Counties by Decennial Census: 1900 to 1990. United States Census Bureau. Архів оригіналу за 20 березня 2015. Процитовано 31 травня 2017.
4. ↑  Census 2000 PHC-T-4. Ranking Tables for Counties: 1990 and 2000 (PDF). United States Census Bureau. Архів оригіналу (PDF) за 18 грудня 2014. Процитовано 31 травня 2017.
5. ↑  State & County QuickFacts (PDF). Delaware County. Архів оригіналу (PDF) за 8 лютого 2017. Процитовано 7 лютого 2017.(англ.) Наведено за англійською вікіпедією.
6. ↑  American FactFinder. Бюро перепису населення США. Архів оригіналу за 21 травня 2008. Процитовано 31 січня 2008.

| США | Це незавершена стаття з географії США. Ви можете допомогти проєкту, виправивши або дописавши її. |